# Prugasti kljunaš
Prugasti kljunaš (Oplegnathus fasciatus), riba iz reda grgečki (perciformes) koja živi u priobalnim morima u grebenskim područjima na dubinama do 10 metara. Rasprostranjena je u sjeverozapadnom Pacifiku uz obale Japana, Koreje i Tajvana, te u istočnom pacifiku uz Havaje.

## Opis
Naraste do maksimalno 80 centimetara i 6.4kg težine, a po prugama na tijelu i zubima koji su kod odrasle jedinke srasli u kljunastu tvorevinu kojima razbija ljušture školjkaša i morskih puževa i ježinaca, s kojima se hrani, dobila je i hrvatski naziv prugasti kljunaš. U Hrvatskoj je prvi puta uočena 2015 godine na ulasku u Bakarski zaljev kada je ulovljena u vrši za lov škampa.

## Galerija
- Oplegnathus fasciatus
- Oplegnathus fasciatus

## Vanjske poveznice
|  | Zajednički poslužitelj ima još gradiva o temi Oplegnathus fasciatus |
|  | Wikivrste imaju podatke o taksonu Oplegnathus fasciatus             |